# Malmgreniella agulhana
Malmgreniella agulhana är en ringmaskart som först beskrevs av Francis Day 1960.  Malmgreniella agulhana ingår i släktet Malmgreniella och familjen Polynoidae. Inga underarter finns listade i Catalogue of Life.